# Jaculispora submersa
Jaculispora submersa är en svampart som beskrevs av H.J. Huds. & Ingold 1960. Jaculispora submersa ingår i släktet Jaculispora och familjen Classiculaceae.   Inga underarter finns listade i Catalogue of Life.